# المغامرون الخمسة والسفر الراسى عبر الزمن (مسلسل)
المغامرون الخمسة والسفر الراسى عبر الزمن
هو مسلسل كرتون مصري يحكى عن المغامرون الخمسة الذين ساعدوا الدكتور علام لحماية اختراعة ساعة ايقاف الزمن ويستعمل المغامرين الساعة لمغامرات عدة وتسرق الساعة من قبل فاى الشرير وتبدا المعركة بين المغامرين وفاى وشنقيط مساعد فاى وابنتة

## اداء صوتى
- نوسة : يارا علاء
- لوزة : ايمان غنيم
- تختخ : عمر خورشيد
- عاطف : وسام حمدى
- محب : زياد الشريف
- المفتش سامى : محى الدين عبد المحسن
- الشاويش على : احمد صيام
- الدكتور علام : سامى مغاورى
- فاى : حسين إبراهيم
- دودو : عهدى صادق
- اكاكاويكى : محمد الادندانى
- سوسة : غادة النجار
- شنقيط : محمد فريد